# Wim Volkerink
Wim Volkerink (6 november 1965) is een voormalig Nederlands voetballer die uitkwam voor PEC Zwolle, FC Emmen en FC Den Bosch. Hij speelde als verdediger.

## Statistieken
| Seizoen                         | Club         | Land      | Competitie     | Wed. | Goals |
| ------------------------------- | ------------ | --------- | -------------- | ---- | ----- |
| 1984/83                         | PEC Zwolle   | Nederland | Eredivisie     | 2    | 0     |
| 1985/86                         | PEC Zwolle   | Nederland | Eerste divisie | -    | -     |
| 1986/87                         | PEC Zwolle   | Nederland | Eredivisie     | 2    | 0     |
| 1987/88                         | FC Emmen     | Nederland | Eerste divisie | -    | -     |
| 1988/89                         | FC Emmen     | Nederland | Eerste divisie | -    | -     |
| 1989/90                         | FC Emmen     | Nederland | Eerste divisie | -    | -     |
| 1990/91                         | FC Emmen     | Nederland | Eerste divisie | 22   | 0     |
| 1991/92                         | FC Emmen     | Nederland | Eerste divisie | -    | -     |
| 1992/93                         | FC Den Bosch | Nederland | Eredivisie     | -    | -     |
| 1993/94                         | FC Den Bosch | Nederland | Eerste divisie | 5    | 0     |
| Totaal                          | Totaal       | Totaal    | Totaal         | 31   | 0     |
| Bijgewerkt tot 28 december 2011 |              |           |                |      |       |